# ادزل کورسایر
ادزل کورسایر (Edsel Corsair) خودرویی است که در سال‌های ۱۹۵۸ تا ۱۹۵۹تولید شده‌است.
این خودرو در کلاس خودرو سایز بزرگ قرار گرفته، طراحی آن خودروهای موتور جلو-محور عقب بوده است.